# Farol de Avilés
O farol de Avilés, também chamado farol de San Juan (em asturiano, Faru d'Avilés ou Faru de San Xuan), está situado na margem oriental da entrada da ria de Avilés, concretamente na paróquia de Laviana, pertencente ao concelho asturiano de Gozón, na chamada Ponta do Castilho (Ponta'l Castiellu).
O farol é gerido pela autoridade portuárias de Avilés.

## História
A sua construção começou em 1861. Num início, tinha-se projetado a sua localização na Ponta da Horcada, de forma que os barcos o pudessem utilizar como luz de costa ligando com o farol de Cabo Peñas e tivessem tempo suficiente para preparar a sua entrada a porto. No entanto, este lugar considerou-se excessivamente exposto aos temporais, e preferiu-se a ponta do Castilho para a sua localização definitiva.
A torre é tronco piramidal e encontra-se conjunto ao lado norte do edifício. Em 1863 acende-se, com a aparência de luz fixa vermelha com um alcance de 10 milhas, produzida por um lustre de azeite, que foi substituída em 1882 por uma de parafina. Posteriormente, se acoplou um jogo de ecrãs giratórios e um tambor dióptrico com ecrã de cristal vermelho, de forma que sua aparência era de luz branca com sector vermelho, e ocultações a cada 5 minutos.
Em 1940 se eletrificou-se e em 1944 foi dotado de uma sirene eletromagnética montada na parte alta da torre. Em 1957 instala-se uma lanterna aero marítima e a reforma da instalação luminosa, conservando a aparência de ocultações branca e vermelha em sectores, e atingindo uma distância de 17 milhas náuticas. Os amplos jardins que lhe rodeiam estão cercados por um muro de pedras toscas. Forma um esplêndido miradouro sobre a ria numa zona que fica relativamente resguardada da contaminação industrial pela influência dos ventos dominantes do NO e NE.
Em suas proximidades encontrava-se uma bateria de artilharia para defesa da ria dos ataques de corsários ingleses. Numa incursão destes, os canhões foram deitados à água. Parte do material da bateria utilizou-se na construção do farol.